# Palacio Poli

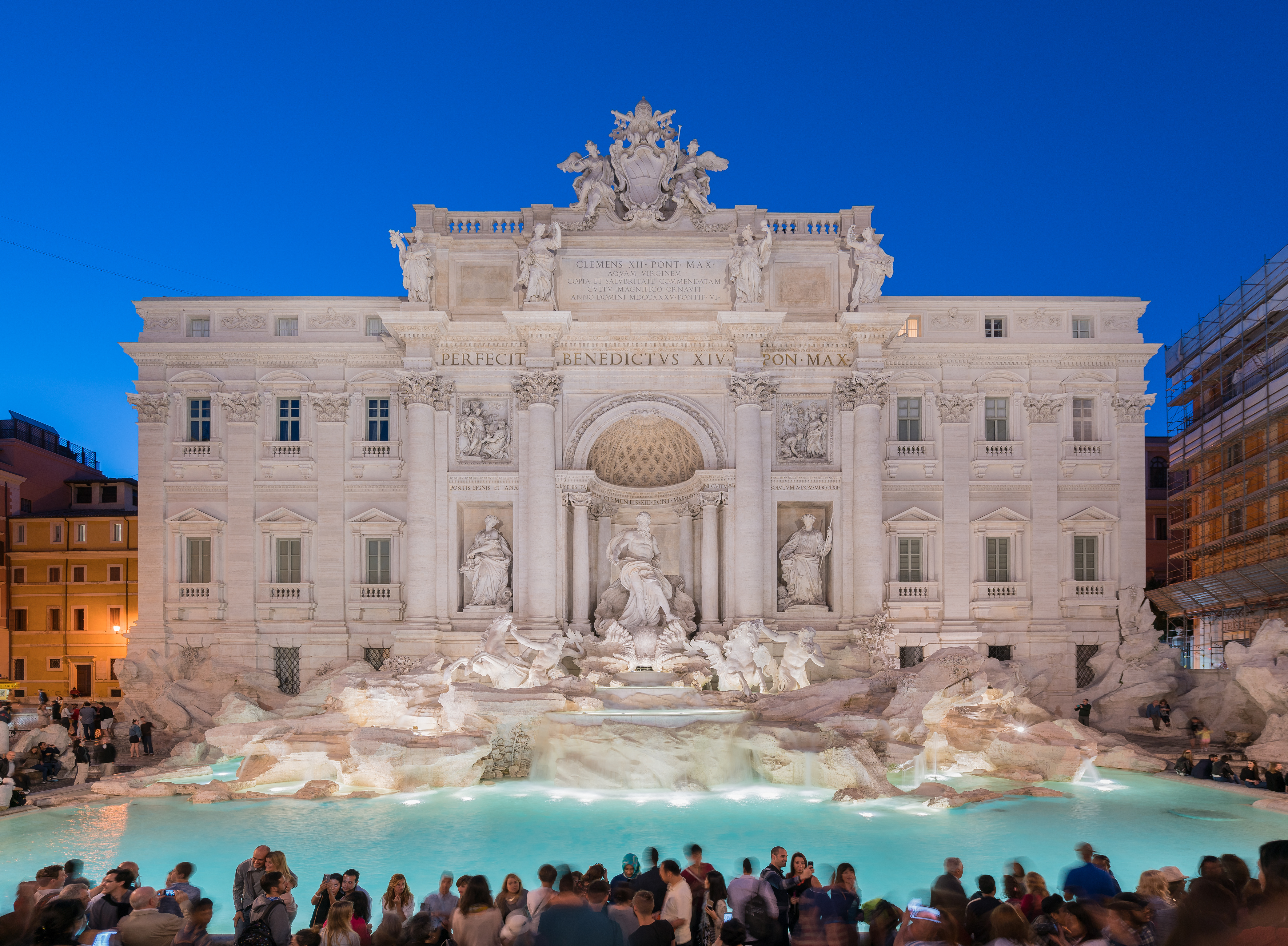
Vista del palacio con la Fontana de Trevi justo enfrente en la Piazza di Trevi.

El palacio Poli, en italiano Palazzo Poli, cuyo nombre más apropiado probablemente debería ser Palazzo Conti di Poli, es un palacio histórico ubicado en el Rione de Trevi de Roma. Su fachada constitute el telon de fondo de la Fontana de Trevi, el monumento más famoso de la Rione, y la fuente más afamada de la capital. Alberga, junto con el vecino Palazzo della Calcografia Nazionale, la sede del Istituto Centrale per la Grafica (conocido como Calcografia Nazionale ) y el museo del Istituto Nazionale per la Grafica, una importante colección de grabados en cobre del siglo XVI en adelante.

## Historia

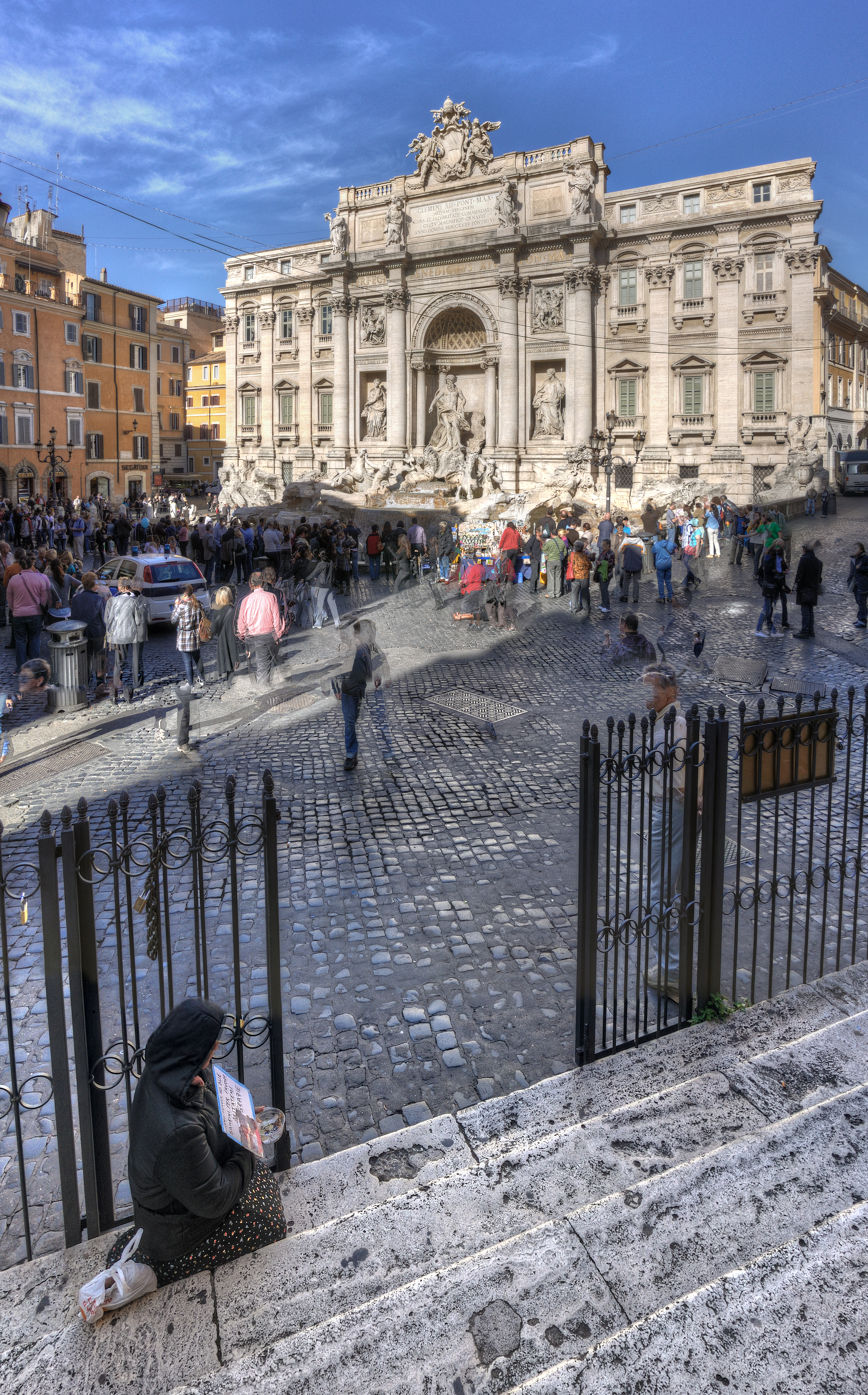
Palacio y fuente vistos desde la iglesia de Santi Vincenzo e Anastasio a Trevi.

La parte más antigua, con la fachada que da a la Piazza Ceri, terminada a principios del siglo XVII, fue encargada por el duque Cesi di Ceri, quien en 1566 adquirió el Palazzo Del Monte, que se encontraba en el lugar. La tarea de construir un nuevo edificio, incorporando también las propiedades vecinas, fue encomendada al arquitecto Martino Longhi el Viejo y, tras su muerte, a Ottaviano Mascherino. Después de nuevas ampliaciones realizadas por la familia Borromeo, heredera de la propiedad Ceri, el edificio fue adquirido en 1678 por Lucrezia Colonna, futura esposa de Giuseppe Lotario Conti, duque de Poli, quien prestó su nombre al edificio. A él, que era hermano del Papa Inocencio XIII, se le deben otras importantes ampliaciones y la compra de más edificios adyacentes frente a la Piazza di Trevi : el palacio conocido como Schiavo dei Carpegna y la Casa dell'Arte della Lana (o Vitelleschi).
El duque Stefano Conti, hijo de Giuseppe Lotario, completó las obras de reestructuración de las nuevas propiedades anexas, ampliando el palacio hasta sus límites actuales, hasta la Piazza di Trevi, entre 1728 y 1730, poco antes del inicio de las obras de la nueva Fontana del Salvi en 1732. Luigi Vanvitelli fue el encargado de darle una fachada monumental para recibir la fuente, lo que motivó el derribo de la parte central del edificio.  En 1808, con la muerte del duque Miguel Ángel Conti, que no tenía hijos, pasó a manos de un primo lejano, el duque Francesco Sforza Cesarini, quien, ya en 1812, lo vendió a Luigi Boncompagni Ludovisi.
En la década de 1830, la princesa y poeta rusa Zinaïda Volkonskaya, que llegó de Rusia en 1829 en compañía del académico ruso Stepan Chevyriov, vivió en el palacio y patrocinó un salón literario en el Palazzo Poli y Villa Wolkonsky. Entre 1845 y 1846, la arqueóloga y numismática alemana Sibylle Mertens-Schaaffhausen lo alquiló y lo transformó en un prestigioso centro de la vida social romana. Entre los invitados a sus salones literarios y sociales se encontraban Ottilie von Goethe, la pintora Elisabeth Jerichau-Baumann, el arqueólogo Eduard Gerhard, la astrónoma y matemática Mary Somerville y la escritora Fanny Lewald.
Después de poco más de setenta años, fue vendida a los contratistas Belloni, Basevi y Vitali, quienes modificaron profundamente la parte más antigua del Palacio Ceri, ya parcialmente destruida debido a las obras en Via del Tritone. En 1888, la Comuna de Roma expropió la parte aún intacta del palacio Poli para salvaguardar la fuente y el edificio se utilizó para albergar oficinas. En 1939, fue vendido a particulares como pago por la construcción, por cuenta del gobierno de la ciudad, de nuevas oficinas en Via del Mare. Con la compra por parte del Istituto di S. Paolo di Torino en 1978, el edificio histórico pasó a ser propiedad del estado italiano.

## Interior

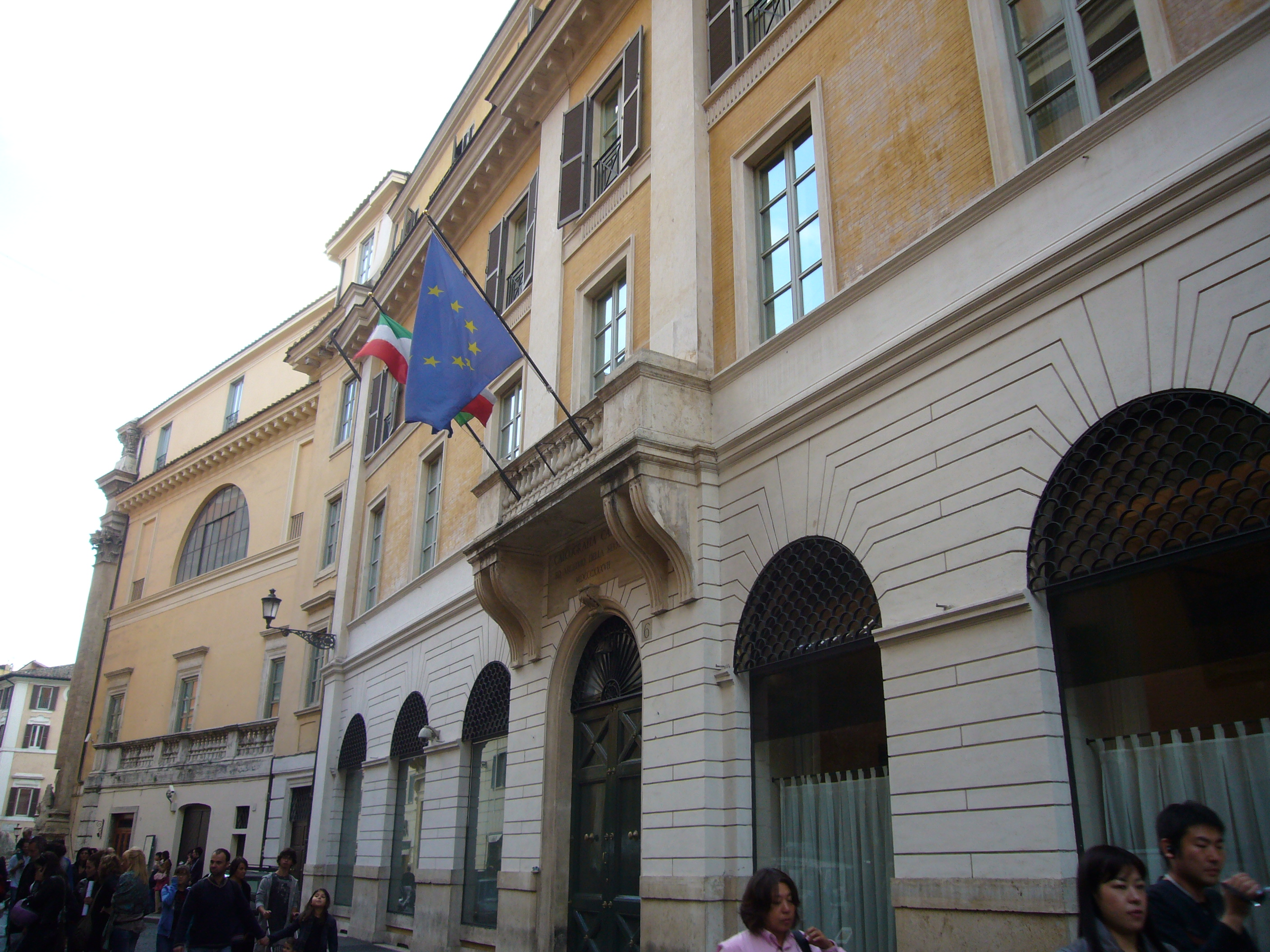
Fachada lateral, en Via della Stamperia. Al final de esta calle, a la derecha, se encuentra la Fontana di Trevi (no visible).

La Sala Dante es la más importante del edificio, no sólo por su excepcional tamaño y su exclusiva vista a la Fontana di Trevi, sino también por los diversos usos importantes que se le han dado a lo largo de casi tres siglos. Construida en la década de 1620 por Stefano Conti, duque de Poli, sobrino del Papa Inocencio XIII, para albergar la preciosa biblioteca de la familia, la sala se utilizó más tarde también como salón de baile. En los primeros años del siglo XIX, la sala sirvió de estudio al pintor Francesco Manno. El nombre histórico de la sala recuerda la iniciativa del caballero Romualdo Gentilucci, quien, entre 1865 y 1866, alquiló y renovó el local para albergar los 27 grandes cuadros de la Galería Dantesca, que encargó a pintores famosos de la época basándose en dibujos. por Filippo Bigioli. Estos cuadros, de enormes dimensiones (4x6 m), fueron exhibidos alternativamente al público con mecanismos especiales y juegos de luces. Para la inauguración de la sala se recitó en un erudito discurso la Sinfonía dantesca de Liszt, para gran orquesta y coro, y se compusieron nuevos versos bajo la inspiración de escenas de la " Divina Comedia".
La iniciativa cultural de la Galleria Dantesca, muy apreciada por sus contemporáneos, surgió al cabo de algunos años. Inmediatamente después de la unificación de Italia, la sala fue alquilada al famoso músico Tullio Ramacciotti, quien a su vez la subarrendó a empresas bancarias y comerciales para la celebración de reuniones, a clubes para fiestas de baile, a otros músicos y, a menudo, a la Società Orquesta Romana. Esta sociedad, en 1891, lo alquiló directamente a la Comuna de Roma, pero mantuvo el sistema de subarrendamiento. Hasta finales de siglo, fue una de las salas de conciertos más famosas de Roma, y en ocasiones albergaba conferencias o fiestas de personajes ilustres. Este gran espacio, ya en decadencia durante la primera mitad del siglo XX, se utilizaba para albergar las oficinas de la Comuna. Desde que el edificio se convirtió en la sede del Instituto Central de Grafica y gracias a la restauración funcional realizada por el arquitecto Agostino Tropea, la prestigiosa Sala Dante, después de muchos años de abandono, ha vuelto a convertirse en un importante centro cultural y expositivo.